# Навахо
 Тази статия е за етническата група.  За административния окръг в САЩ вижте Навахо (окръг).  
Навахо (или навахи) е индиански народ, живеещ на територията на САЩ. До 1864 г. племето контролира обширна територия, обхващаща областта Четирите ъгъла, мястото, където се срещат границите на щатите Аризона, Ню Мексико, Юта и Колорадо, ограничена на запад от река Колорадо, на изток от река Рио Гранде, на север от река Сан Хуан и на юг от река Литъл Колорадо.
В езиково отношение принадлежат към Атабаското езиково семейство.
Навахите са едно от емблематичните племена на Северна Америка. По време на цялото испанско владичество те успяват да запазят независимостта си. Скитащи техни групи постоянно нападат испанските поселища, за да крадат добитък и коне, които стават важна част от икономиката им. В отговор на многобройните нападения, испанците изпращат срещу тях периодично наказателни експедиции, които обаче нямат почти никакъв успех. Така до идването на мексиканците през 1821 г., навахите стават съвършени експерти във воденето на партизанска война. Мексиканците се опитват да въдворят ред в региона, но и те не успяват да покорят навахите. Едва с идването на американците племето губи свободата и земята си. След почти пет годишна война с американската армия, накрая навахите са победени и затворени в резерват. В съответствие с договора от 1 юни 1868 г. е създаден днешният им резерват, намиращ се в историческата им родина. Първоначално резерватът е с площ от 3 330 000 акра. След няколко разширения през годините, до 1934 г. площта му достига до настоящите 62 362 кв. км, което го прави най-големият индиански резерват в Северна Америка.
Навахо са сред най-многобройните индиански народи в Северна Америка, броят им достига до около 250 000 души (2006). От юли 2011 г. броят на записаните членове на племето достига 300 048 души, което го прави второто по големина индианско племе след чероките. По брой на чистокръвни членове обаче племето се нарежда на първо място с над 180 000 души.
В началото на 21 век навахите са самоуправляваща се автономна нация, която има право да провежда собствени избори и да прилага собствена изпълнителна, законодателна и съдебна власт в рамките на резервата. Племето издава свои вестници и управлява свои училища и предприятия. Днешната икономика се основава главно на говедовъдството, тъкачеството и бижутерството. В резервата им също така се добиват много полезни изкопаеми, главно въглища и уран, които носят допълнителни приходи.

## История
Навахите са близкородствени с апачите, заради което често двата народа са наричани с общото име Южни атабаски. В миналото вероятно са били едно племе и живели заедно в северозападна Канада. Тогава още били пеши ловци на дивеч. По неизяснени причини започнали да мигрират на юг от средата на 12 век и в хода на тази миграция се разделили. Някъде през 15 век навахите навлезли в земите на пуеблосите и се установили в територията ограничена от реките Сан Хуан, Колорадо, Литъл Колорадо и Рио Гранде. Тук ги срещнали и първите испански изследователи. От испанците навахате заимствали коня и овцете, както и жестокостите, на които били способни. С пуеблосите, в чиито земи се настанили завързали отлични търговски отношения и възприели от тях земеделието. По време на цялото испанско владичество те успели да запазят независимостта си, водейки една почти непрекъсната партизанска война. Скитащи групи на племето постоянно нападали испанските поселища и мирните пуеблоси, за да крадат коне и добитък. Тези набези станали важна част от икономиката им. От своя страна испанските власти изпращали срещу тях наказателни експедиции, които обаче нямали почти никакъв успех. Така за повече от 250 години те станали експерти във воденето на партизанска война. След като мексиканците заменили испанците през 1821 г. се опитали да наложат властта си в региона, но това не им се отдало. Навахите оставали твърди и непреклонни защитници на земята и свободата си. Всичко обаче коренно се променило с идването на американците.
За първи път навахите влизат в контакт с армията на Съединените щати през 1846 г., когато генерал Стивън Уотс Кърни нахлува в Санта Фе с 1600 войници. На 21 ноември 1846 г. те подписват първият договор за мир с представители на американската армия при Беър Спрингс. Този договор обаче не бил спазван от младите навахи, които не прекратили набезите срещу мексиканските селища. Мексиканците от своя страна нападали селата на навахите, за да отвличат жени и деца, които продавали като роби. След края на войната с Мексико през 1848 г. целият Югозапад преминава под властта на Съединените щати. Сега вече мексиканците били американски граждани и трябвало да бъдат пазени от диваците. През 1849 г. навахите подписват договор с военния губернатор на Ню Мексико, с който разрешават на американците да строят военни постове в земите им. Военните оправдали това като необходимост, за да могат да защитават гражданите и навахите един от друг. В следващите 10 години редица фортове и търговски постове са построени в територията им. Въпреки това враждата между мексиканците и навахите не стихнала. През 1859 г. група млади навахи нападат американски граждани на своя територия. Вместо да преследва виновните, армията разрушава колибите и избива добитъка на отряда на вожда Мануелито. Когато бил построен Форт Дифайънс, войниците пуснали конете си в пасищата, които Мануелито и хората му най-много ценяли. Командира на форта им казал, че сега пасищата принадлежат на форта и им заповядал да махнат животните си, Пасищата обаче не били оградени и навахите не можели да попречат на добитъка да навлиза в тях. Една сутрин от форта излязла група войници и избила добитъка им. За да си отмъстят навахите започнали да нападат стадата на войниците. През февруари 1860 г. Мануелито повел 500 войни срещу войнишките коне. В завързалата се схватка навахите изгубили 30 убити и ранени, а успели да отвлекат само няколко коня. Ядосани от неуспеха на 30 април 1000 войни водени от Мануелито и Барбонсито обградили форта решени да го изравнят със земята. Нападението нямало успех, но армията го сметнала за открит военен акт и била издадена заповед за предприемане на военни действия срещу навахите. Само след няколко седмици генерал Ричард Спринг Кенби с 6 кавалерийски и 9 пехотни роти започнал да претърсва планината Чуска, за да открие навахите и да ги накаже. Войниците кръстосвали безспир проломите, докато не се изтощили. Почти не срещнали навахи, макар че индианците били навсякъде и не преставали да тормозят фланговете на колоната. Към края на годината и двете страни се изморили от безкрайната криеница и през януари 1861 г. се срещнали на мирен съвет в новостроящия се Форт Фаунтлерой. На 21 февруари 1861 г. бил подписан мирният договор, който обаче се запазил едва няколко месеца. На 12 септември 1861 г. гарнизона на Форт Фаунтлерой открива огън по мирни навахи дошли във форта да търгуват и да гледат конни надбягвания.
През пролетта на 1862 г. от запад в Ню Мексико навлезли много колони сини куртки, командвани от генерал Джеймс Карлтън. Тези войници известни като Калифорнийската колона дошли тук, за да се бият със сивите куртки, но тъй като последните били избягали далеч в Тексас те нямало какво да правят и бездействали. За да оправдае присъствието им генерал Карлтън трябвало да намери враг, с който да се сражават. Той насочил вниманието си към разпръснатите и зле въоръжени индианци в областта. След като първо се справил с мескалеросите насочил вниманието си към навахите. Генералът издава ултиматум, до 20 юли 1863 г. всички навахи да се явят и предадат във фортовете, в противен случай ще бъдат считани за врагове и наказани. Нито един навах не се явил и предал след изтичането на ултиматума и генералът заповядал на Кит Карсън, командир на стария Форт Фаунтлерой сега Форт Уингейт да се подготви за военни действия срещу навахите. Кит Карсън знаел, че единствения начин да победи навахите е да ги лиши от препитание. Той започнал методично да унищожава посевите и добитъка им. Изправени пред гладна смърт до зимата много навахи се явили във фоптовете и се предали. На свобода останали само най-твърдите и решителните. За да се справи и с тях на 6 януари 1864 г. Кит Карсън навлязъл с войниците си в последната им твърдина, Каньона де Чели. По пътя войниците унищожавали всичко индианско и успели да пленят само 19 жени и деца, без да влизат в голямо сражение. На 15 януари се предали първите 60 от непокорните навахи. На 31 януари още 650 се предали във Форт Уингейт. До средата на февруари общо 1200 се предали във Форт Дифайънс. На 21 февруари се предал и първият голям вожд, Ереро Гранде с 300 последователи. До средата на март в двата форта се били събрали над 3000 навахи и през ден пристигали нови. Армията започнала да извозва пленниците до Боске Редондо, един за нищо негоден резерват на река Пекос. Към края на април се предал още един голям вожд, Армихо с 400 последователи. Същият месец в Каньона де Чели бил пленен и Барбонсито. Мануелито останал единственият главен вожд на свобода. Той и неговите продължил борбата до 1 септември 1865 г., когато с последните 23-ма свободни навахи се явил във Форт Уингейт и се предал. По ирония на съдбата 18 дни по-късно генерал Карлтън бил свален от поста командир на военното управление на Ню Мексико. Две години по-късно след многобройни проверки и анализи на почвата и водата резерватът Боске Редондо бил закрит и на навахите било разрешено да се завърнат по родните места, но едва след като подписали мирният договор на 1 юни 1868 г. В съответствие с договора за племето е създаден резерват в границите на историческата им родина. Първоначално той бил с големина от 3 330 000 акра. След няколко разширения през годините, до 1934 г. площта му достига до днешните 62 362 кв. км, който го прави най-големият индиански резерват в Северна Америка. 